# Resolutie 1662 Veiligheidsraad Verenigde Naties
Resolutie 1662 van de Veiligheidsraad van de Verenigde Naties werd op 23 maart 2006 unaniem aangenomen door de VN-Veiligheidsraad. Met deze resolutie werd de VN-bijstandsmissie in Afghanistan met
een jaar verlengd.

## Achtergrond
In 1979 werd Afghanistan bezet door de Sovjet-Unie, die vervolgens werd bestreden door Afghaanse krijgsheren. Toen de Sovjets zich in 1988 terugtrokken raakten ze echter slaags met elkaar. In het begin van de jaren 1990 kwamen ook de Taliban op. In september 1996 namen die de hoofdstad Kabul in. Tegen het einde van het decennium hadden ze het grootste deel van het land onder controle en riepen ze een streng islamitische staat uit. 
In 2001 verklaarden de Verenigde Staten met bondgenoten hun de oorlog en moesten ze zich terugtrekken, waarna een interim-regering werd opgericht. Die stond onder leiding van Hamid Karzai die in 2004 tot president werd verkozen.

## Inhoud

### Waarnemingen
Men was bezorgd om de verhoogde bedreiging tegenover de bevolking, de nationale veiligheidstroepen en de internationale militairen en hulpverlening in Afghanistan door extremistische activiteiten.

### Handelingen
Het mandaat van de UNAMA-bijstandsmissie in Afghanistan werd opnieuw met een jaar uitgebreid. Verder werden alle actoren nog eens opgeroepen om het Afghanistan-Compact volledig uit te voeren. Het was van belang dat de vooruitgang op het gebied van veiligheid, bestuur, ontwikkeling en antidrugsbeleid werd voortgezet en de coördinatie van de steun aan Afghanistan verbeterd. Ook werden alle partijen in het land opgeroepen constructief deel te nemen aan de vreedzame politieke ontwikkeling van het land en niet naar geweld te grijpen.
Intussen werden er al vorderingen gemaakt met het ontwapenings-, demobilisatie en herintegratieprogramma, maar verdere inspanningen om illegale gewapende groepen te ontmantelen bleven nodig. Ook werd gewerkt aan het Afghaanse leger en politie en was de tienjarige strategie voor de hervorming van justitie klaar.

## Verwante resoluties
- Resolutie 1623 Veiligheidsraad Verenigde Naties (2005)
- Resolutie 1659 Veiligheidsraad Verenigde Naties
- Resolutie 1707 Veiligheidsraad Verenigde Naties
- Resolutie 1746 Veiligheidsraad Verenigde Naties

Lijst ·  1652 ·  1653 ·  1654 ·  1655 ·  1656 ·  1657 ·  1658 ·  1659 ·  1660 ·  1661 ·  1662 ·  1663 ·  1664 ·  1665 ·  1666 ·  1667 ·  1668 ·  1669 ·  1670 ·  1671 ·  1672 ·  1673 ·  1674 ·  1675 ·  1676 ·  1677 ·  1678 ·  1679 ·  1680 ·  1681 ·  1682 ·  1683 ·  1684 ·  1685 ·  1686 ·  1687 ·  1688 ·  1689 ·  1690 ·  1691 ·  1692 ·  1693 ·  1694 ·  1695 ·  1696 ·  1697 ·  1698 ·  1699 ·  1700 ·  1701 ·  1702 ·  1703 ·  1704 ·  1705 ·  1706 ·  1707 ·  1708 ·  1709 ·  1710 ·  1711 ·  1712 ·  1713 ·  1714 ·  1715 ·  1716 ·  1717 ·  1718 ·  1719 ·  1720 ·  1721 ·  1722 ·  1723 ·  1724 ·  1725 ·  1726 ·  1727 ·  1728 ·  1729 ·  1730 ·  1731 ·  1732 ·  1733 ·  1734 ·  1735 ·  1736 ·  1737 ·  1738